# Edy Schütz
Eduard "Edy" Schütz (nascido em 15 de maio de 1941) é um ex-ciclista profissional luxemburguês.

## Carreira
Participou nos Jogos Olímpicos de 1964, realizados em Tóquio, Japão, onde terminou em 96º na prova de estrada. Profissional de 1964 a 1971, venceu seis vezes o Campeonato de Luxemburgo de Ciclismo em Estrada. Em 1966, venceu uma etapa do Tour de France.

## Palmarès
1964
Österreich-Rundfahrt
1966
 campeão nacional de estrada
Tour de Luxemburgo
Tour de France:
Vencedor da 18ª etapa
1967
 campeão nacional de estrada
1968
 campeão nacional de estrada
Tour de Luxemburgo
1969
 campeão nacional de estrada
1970
 campeão nacional de estrada
Tour de Luxemburgo
1971
 campeão nacional de estrada